# Groenendaal (Hoeilaart)
Groenendaal (in het Frans soms in oude spelling als Groenendael geschreven) is een residentiële wijk of woonkern aan de rand van het Zoniënwoud in de gemeente Hoeilaart. Groenendaal wordt doorsneden door een drukke autoweg: alleen dit gedeelte van de Brusselse Ring is geen autosnelweg.
Bekend zijn het sterk in verval geraakte station van Groenendaal aan spoorlijn 161, de kapel van Groenendaal met restanten van een voormalige priorij, het arboretum, het Bosmuseum Jan van Ruusbroec en de in onbruik geraakte Renbaan van Groenendaal. De Groenendaalse vijvers, Koningsvijvers genaamd, liggen aan de bron van het riviertje de IJse.

## Bosmuseum Jan van Ruusbroec
Het Bosmuseum Jan van Ruusbroec ligt in het Zoniënwoud, het grootste loofbos van Vlaanderen. Het is ondergebracht in een vierkantshoeve, een overblijfsel van de 14e-eeuwse priorij van Groenendaal. Het museum dankt zijn naam aan de eerste prior, de mysticus Jan van Ruusbroec.
Het museum vormt een startplaats voor wandel- en fietstochten in en rond het Zoniënwoud. Het toont het gigantische beukenbos en zijn (opgezette) dierlijke bewoners en vertelt over de praktijk van het bosbeheer en over de geschiedenis van het Zoniënwoud.

## Buurtspoorweg
Tussen 1894 en 1966 reed er een NMVB-stoomtram tussen station Groenendaal en Overijse. Deze tramlijn 293 (NMVB)/Brabant was een van de slechts vier op normaalspoor, en een van de weinige die niet aansloot op een andere NMVB-tramlijn. Het tracé is thans deels fietspad. Het begint bij het station en buigt af naar de Acacialaan. En verlaat die verderop ook weer als fietspad.

## Nabijgelegen kernen
Hoeilaart, Watermaal-Bosvoorde, Sint-Genesius-Rode, Waterloo, Terhulpen